# 거제현대고속
거제현대고속(巨濟現代高速)은 경상남도의 시외버스 운행 업체다. 본사는 경상남도 창원시 마산합포구 월영동서로 10 (해운동)에 있다.

## 차고지
통영터미널

## 역사
- 1966년 : 회사 설립[1]

## 운행 노선

### 시외버스
2017년 12월 기준이다.
| 운행업체     | 보유 노선수 | 보유 노선수 | 보유 노선수 | 보유 노선수 | 면허 대수 | 면허 대수 | 면허 대수 | 면허 대수 | 면허 대수 | 면허 대수 |
| ------------ | ----------- | ----------- | ----------- | ----------- | --------- | --------- | --------- | --------- | --------- | --------- |
| 운행업체     | 노선 합계   | 직행        | 일반        | 고속        | 대수 합계 | 직행      | 일반      | 고속      | 우등      | 예비      |
| 거제현대고속 | 25          | 25          | -           | -           | 92        | 91        | -         | -         | -         | 1         |

#### 남마산(마산남부터미널) 출발 노선
- 남마산 ↔ 진동 ↔ 배둔 ↔ 고성 ↔ 통영 ↔ 사곡 ↔ 고현 ↔ 옥포 ↔ 장승포 (경원여객, 신흥여객, 대한여객과 공동운행)
- 남마산 ↔ 진동 ↔ 배둔 ↔ 고성 ↔ 통영 (대한여객, 경원여객, 신흥여객 공동운행)
- (통영 ↔ 고성 ↔ 배둔 ↔ 진동 ↔ )남마산 ↔ 남산동  ↔ 광안대교 ↔ 벡스코 ↔ 해운대[3]

#### 마산(합성동) 출발 노선
- 마산 ↔ 울산 (심야 운행시 양산경유)
- 마산 ↔ 동래 ↔ 부산동부(노포동) (금호고속에서 이관 받은 노선)

#### 창원 출발 노선
- 창원 ↔ 울산 (경원여객, 신흥여객과 공동운행)
- 창원 ↔ 남산동 ↔ 동래역 ↔ 동래고등학교 ↔ 해운대
- 창원 ↔ 남산동 ↔ 동래역 ↔ 부산동부(노포동) (경원여객, 신흥여객과 공동운행)
- 창원 ↔ 진동 ↔ 배둔 ↔ 고성 ↔ 통영 (경원여객, 신흥여객, 대한여객과 공동운행)

#### 진주 출발 노선
- 진주 ↔ 사천 ↔ 고성 ↔ 통영 ↔신거제대교사곡 ↔ 고현 ↔ 옥포 ↔ 장승포 (경원여객, 대한여객과 공동운행)
- 진주 ↔ 경남과학기술대 ↔ 개양 ↔ 사곡 ↔ 고현 ↔ 옥포 ↔ 장승포 (경원여객, 영화여객, 대한여객과 공동운행)

#### 통영 출발 노선
- 통영 ↔ 고성 ↔ 진주 (경원여객, 경전고속, 대한여객과 공동운행)
- 통영 ↔ 진주 (경원여객, 경전고속, 대한여객과 공동운행)

#### 서부산(사상) 출발 노선
- 서부산 ↔ 남마산 ↔ 진동 ↔ 배둔 ↔ 고성 ↔ 통영 (경원여객, 신흥여객, 대한여객과 공동운행)
- 서부산 ↔ 통영 (경원여객, 신흥여객, 대한여객과 공동운행)

#### 김해 출발 노선
- 김해 ↔ 배둔 ↔ 고성 ↔ 통영 (경원여객, 신흥여객, 대한여객, 김해여객, 경전고속과 공동운행)
- 김해 ↔ 거가대교 ↔ 고현 (경원여객, 신흥여객, 대한여객, 김해여객, 경전고속과 공동운행)

## 보유차량
기아
- 기아 뉴 그랜버드 그린필드
- 기아 뉴 그랜버드 슈퍼 프리미엄 그린필드

현대자동차
- 현대 유니버스 스페이스 엘레강스
- 현대 뉴 프리미엄 유니버스 스페이스 럭셔리
- 현대 뉴 프리미엄 유니버스 익스프레스 프라임
- 현대 뉴 프리미엄 유니버스 익스프레스 노블

## 같이 보기
- 태영고속
- 해운대고속